# أنطونيو نونيز تينا
أنطونيو نونيز تينا (بالإسبانية: Antonio Núñez Tena) (15 يناير 1979 في إسبانيا - ) هو لاعب كرة قدم إسباني في مركز الوسط. لعب مع أبولون ليماسول وديبورتيفو لاكورونيا وريال مدريد كاستيا وريال مدريد وريال مورسيا وريكرياتيفو وسلتا فيغو ونادي لاس روزاس ونادي ليفربول ونادي هويسكا.

## وصلات خارجية
- أنطونيو نونيز تينا على موقع الاتحاد الأوربي (الإنجليزية)
- أنطونيو نونيز تينا على موقع قاعدة بيانات كرة القدم.إي يو (الإنجليزية)
- أنطونيو نونيز تينا على موقع Soccerbase.com (لاعب) (الإنجليزية)
- أنطونيو نونيز تينا على موقع Soccerway.com (الإنجليزية)
- أنطونيو نونيز تينا على موقع عالم كرة القدم.نت (الإنجليزية)
- أنطونيو نونيز تينا على موقع AS.com (الإسبانية)